# Beast Trojan
Beast är ett datorvirus i form av en trojan som bygger upp en server som någon sedan laddar ner.  Det används för att ta kontroll över någon annans dator. Det finns många olika funktioner för Beast, till exempel finns det en inställning som loggar allt som offret skriver. Det kallas en keylogger. Det finns en annan inställning som avinstallerar vissa antivirusprogram utan användarens vetskap.
Ett flertal antivirusprogram som är kapabla att ta bort denna trojan, bland annat: Avast!, AVG Antivirus, Avira, Malwarebytes' Anti-Malware, Emsisoft Anti-Malware, Comodo Internet Security, Dr.Web Anti-Virus, G Data, McAfee, och ESET NOD32.